# 石垣市立真喜良小学校
石垣市立真喜良小学校（いしがきしりつ まきらしょうがっこう）は、沖縄県石垣市（石垣島）にある市立小学校。2023年（令和5年）5月1日時点の児童数は287名。

## 沿革
- 1997年（平成9年）
  - 3月25日 - 新川小学校から、児童455名転籍[2]。
  - 4月1日 - 開校。
- 2024年（令和6年）2月 - 午前5時間制を導入[3]。

## 通学区域
- 新川（1145番～2372番、2373番(1～5号・11～12号・25号)、2396番、2457番以降）
- 石垣（1760～1850番(阿香花地区)）[4]

## 学校周辺
- 石垣市立舟蔵公園 - 石垣市道をはさんで、敷地が隣接。
- 県営真喜良第三団地
- 県営真喜良団地
- 社会福祉法人双葉福祉会まきらこども園 - 進級前こども園
- ホテルロイヤルマリンパレス石垣島

## アクセス
- 東運輸9系統川平リゾート線で、
  - 「真喜良第二団地」停留所より、
    - バスターミナル・離島ターミナル方面行のりばから、徒歩約200m・約3分。
    - 川平方面行のりばから、徒歩約190m・約3分。

  - 「ロイヤルマリンパレス」停留所より、
    - バスターミナル・離島ターミナル方面行のりばから、徒歩約210m・約3分。
    - 川平方面行のりばから、徒歩約220m・約4分（学校正門まで直線距離では約180mほどだが、校地東側の市道交差点に回る必要があるため、やや遠回りとなる）。